# フジテレビ水曜9時枠の連続ドラマ
フジテレビ水曜9時枠の連続ドラマ（フジテレビすいようくじわくのれんぞくドラマ）は、1962年10月から1970年3月25日までフジテレビ系列局が毎週水曜 21:00 - 21:30 （日本標準時）に編成していたフジテレビ製作のテレビドラマ枠である。

この時間帯に編成されていたドラマ枠のうち、固有名称を持つ1時間のドラマ枠については

## 歴史
『スター千一夜』水曜放送分との枠交換を機に開始された30分のドラマ枠。当初は海外ドラマを放送していたが、1964年4月開始の『次郎長三国志』（安井昌二主演版）以降は国産ドラマを放送していた。本枠で放送の『お嫁さん』シリーズは、主演女優を変えながらも7作にわたって制作されたが、同シリーズの終了とともに本枠も終了。替わって固有名称を持つ1時間枠の『水曜ドラマシリーズ』がスタートした。

## 放送作品一覧
- シカゴ特捜隊M （1962年10月 - 1963年9月） - 海外ドラマ。本枠編成前にも21:15 - 21:45に放送されていた。
- リチャード・ダイヤモンド（1963年10月 - 1964年3月） - 海外ドラマ。
- グレン・ミラー・ショー - つなぎ番組。
- 次郎長三国志（安井昌二主演版）（1964年4月 - 6月24日[注釈 1]）
- 初恋物語（1964年7月1日 - 22日）
- 可愛い後家さん（1964年7月29日 - 1965年8月25日）
- マジメ人間（1965年9月1日 - 1966年5月25日）
- お嫁さん
  - 第1シリーズ（1966年6月1日 - 12月28日）
  - 第2シリーズ（1967年1月4日 - 9月27日）
  - 第3シリーズ（1967年10月4日 - 1968年3月27日）
  - 第4シリーズ（1968年4月3日 - 9月25日）
  - 第5シリーズ（1968年10月2日 - 1969年3月26日）
  - 第6シリーズ（1969年4月2日 - 9月24日）
  - 第7シリーズ（1969年10月1日 - 1970年3月25日）